# 蔡希尧
蔡希尧（1926年2月—2022年2月6日），男，浙江乐清人，中国雷达、信号系统专家，西安电子科技大学教授。